# Karl Holfeld
Karl Holfeld (* 7. Mai 1921 in Georgswalde, Tschechoslowakei; † 11. April 2009 in Bad Sulza) war ein deutscher Maler, Grafiker und Restaurator.

## Leben
Holfelds Begabung wurde schon früh durch einen Lehrer erkannt, jedoch überstieg ein Kunststudium die finanziellen Mittel der Familie. Er absolvierte deshalb eine Lehre zum Dekorationsmaler. Nach der Gesellenprüfung wurde er zunächst zum Reichsarbeitsdienst und anschließend als Infanterist zur Wehrmacht eingezogen. 1944 geriet er bei Düren in amerikanische Gefangenschaft und war bis zum Sommer 1946 in Thorée-les-Pins (Frankreich) interniert, wo er begann, seine Erlebnisse künstlerisch zu verarbeiten. Nach der Entlassung aus der Kriegsgefangenschaft ging Holfeld zunächst nach Dresden, 1947 nach Bad Sulza in Thüringen. Von 1949 bis 1953 studierte er an den Kunsthochschulen in Weimar und Dresden bei Martin Domke, Otto Herbig und Hans Grundig. Während seines Studiums wurde er 1950 in Weimar Zeuge des Formalismusstreits. Ab 1953 lebte er in Bad Sulza im Elternhaus seiner ersten Frau, der Tochter des Bad Sulzaer Malers und Lehrers Georg Judersleben als freischaffender Künstler. Er war Mitglied des Verbands Bildender Künstler der DDR, galt aber als spätbürgerlich dekadent.
Studienreisen führten ihn 1959 nach Tunesien, Syrien und Ägypten sowie 1964 nach Nowgorod, Moskau und Leningrad. In den 1950er Jahren war er Malgast im Künstlerhaus Lukas in Ahrenshoop und bis in die 1990er Jahre führten ihn regelmäßige Aufenthalte nach Fischland/Darß, wo er in den Sommermonaten 1985 bis 1989 den spätbarocken Altar und die Taufkapelle der Seemannskirche Prerow restaurierte.

## Werke

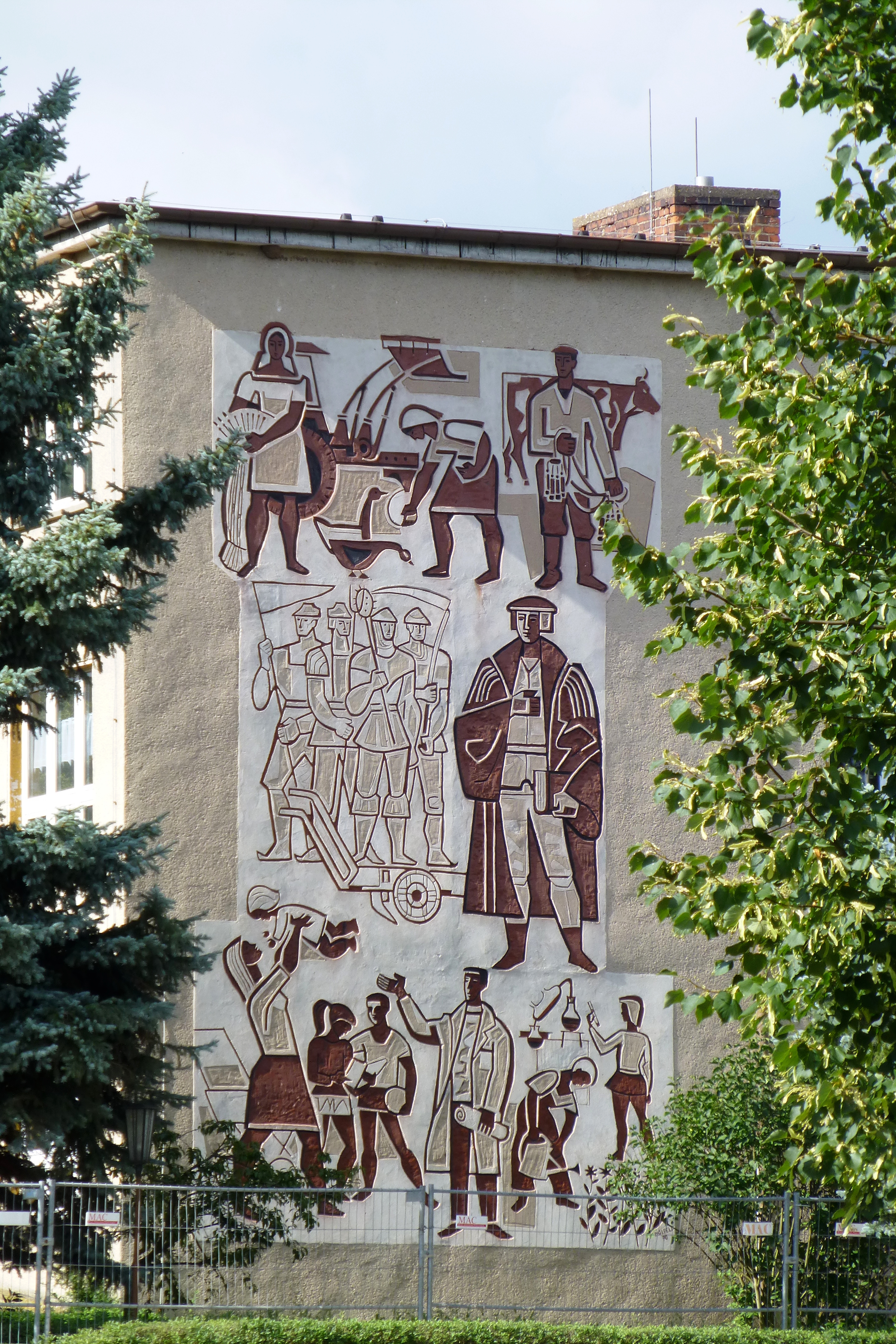
Ehemaliges Wandbild von Karl Holfeld am Schulgebäude in Bodenrode

Holfelds malerisches Schaffen zeichnet sich durch eine Vielfalt von Themen und Stilen aus. Er malte farbintensive Landschaftsbilder ebenso wie abstrakte Kompositionen und schuf Holzschnitte zu religiösen Themen. In der Mauritiuskirche von Bad Sulza gestaltete er als Mosaik eine Pietà, gewidmet Unseren Toten und Vermissten: 1914–1918 und 1939–1945. 1970 schuf er ein großes Wandbild in Sgraffito-Technik an der ehemaligen Thomas Müntzer-Schule in Bodenrode, welches aber 2012 bei einer Sanierung des Gebäudes durch eine Dämmschicht verdeckt wurde.

## Ausstellungen (Auswahl)

### Einzelausstellungen
- 1981: Leipzig, Galerie Wort und Werk (mit Friedrich Wilhelm Blaschke)[2]
- 1996: Personalausstellung zum 75. Geburtstag, Apolda, Kunsthaus Apolda und Freising, Marstall des Landratsamts
- 1999: Ahrenshoop, Galerie im Dornenhaus[3]

### Ausstellungsbeteiligungen
- 1970: Berlin, Altes Museum (Im Geiste Lenins)
- 1975 und 1979: Erfurt, Bezirkskunstausstellungen
- 2011: Weimar, Galerie Hebecker (Holfeld, Judersleben, Krippendorf)[4]